# Uma maré alta levanta todos os barcos
"A rising tide lifts all boats" (em português: 'Uma maré alta levanta todos os barcos") é um aforismo associado à ideia de que uma economia melhorada beneficiará todos os participantes e que a política económica, em particular a política econômica do governo, deve por isso centrar-se em esforços econômicos amplos.

## Origens
A frase é comumente atribuída a John F. Kennedy, que a usou em um discurso de 1963 para combater as críticas de que um projeto de barragem que ele estava inaugurando era um projeto que beneficiaria poucos. No entanto, em seu livro de memórias de 2009, Conselheiro: uma vida no limite da história, o redator de discursos de Kennedy, Ted Sorensen, revelou que a frase não foi criada por ele ou pelo próprio presidente. Foi no primeiro ano de Sorensen trabalhando para ele, durante o mandato de Kennedy no Senado, enquanto Sorensen tentava resolver os problemas econômicos na Nova Inglaterra, que ele se deparou com a frase. Ele escreveu que notou que "a câmara regional de comércio, o Conselho da Nova Inglaterra, tinha um slogan pensativo: "Uma maré alta levanta todos os barcos." A partir de então, Kennedy usaria o slogan emprestado com frequência. Sorensen destacou isso como um exemplo de citações erroneamente atribuídas a Kennedy.
Nas décadas seguintes, a frase foi usada para defender reduções de impostos e outras políticas nas quais os beneficiários iniciais são os assalariados de alta renda.
Além disso, a frase tem sido usada na língua chinesa há séculos e apareceu pela primeira vez em The Gallant Maid, um romance de Wen Kang, um autor da dinastia Qing nascido na Manchúria.

## Significado
A expressão também se aplica a políticas de livre mercado, em que a vantagem comparativa e o comércio subsequente teoricamente aumentariam as rendas de todas as entidades participantes. Diz-se que é um provérbio favorito do ex-secretário do Tesouro dos EUA, Robert Rubin.
No entanto, o termo também foi usado nos últimos anos para destacar desigualdade econômica. Gene Sperling, ex-assessor econômico de Bill Clinton, opinou que, na ausência de políticas apropriadas, "a maré alta levantará alguns barcos, mas outros encalharão". O parlamentar trabalhista britânico Ed Miliband disse em uma conferência do partido que “eles costumavam dizer que a maré alta levantava todos os barcos. Agora a maré alta parece levantar os iates.”